# Siciny (gmina)
Siciny – dawna gmina wiejska istniejąca w latach 1945–1954 w woj. wrocławskim (dzisiejsze woj. dolnośląskie). Siedzibą władz gminy były Siciny.
Gmina Siciny powstała po II wojnie światowej na terenie tzw. Ziem Odzyskanych (tzw. II okręg administracyjny – Dolny Śląsk). 28 czerwca 1946 gmina – jako jednostka administracyjna powiatu górowskiego – weszła w skład nowo utworzonego woj. wrocławskiego.
Według stanu z 1 lipca 1952 gmina składała się z 16 gromad: Bogucin, Brzeżany, Chróścina, Łagiszyn, Łękanów, Naratów, Niechlów, Nowa Wioska, Polanowo, Radosław, Siciny, Tarpno, Wioska, Witoszyce, Wronów i Żuchlów. Gmina została zniesiona 29 września 1954 wraz z reformą wprowadzającą gromady w miejsce gmin. Jednostki nie przywrócono 1 stycznia 1973 wraz z kolejną reformą reaktywującą gminy, a jej dawny obszar wszedł głównie w skład nowej gminy Niechlów.